# Јевтимије Суздаљски
Јевтимије Суздаљски (1316, Нижњи Новгород - 1. април 1404, Суздаљ) - оснивач и архимандрит Спасо-Јевтимијевског манастира. Канонизован на Другом Макарјевском сабору 1549. године као светитељ, помен се празнује 1. априла (14. априла) и 4. јула (17. јула).

## Биографија
Рођен у Нижњем Новгороду, у младости је примио монашки постриг од Дионисија Суздаљског у Нижегородском Печерском манастиру, где је водио строг испоснички живот.
1352. године, на захтев суздаљског кнеза Бориса Константиновича, послат му је да створи нови манастир у Суздаљу. Успут је основао цркву у име Светог Василија Великог. Манастир је основан у северном делу града, преко реке Каменке, а Јевтимије је постао његов архимандрит. Већ за живота Јевтимија у њему је живело око три стотине монаха, придржавајући се строгих правила која је он установио. Јевтимије је општио са Сергијем Радоњешким и често је посећивао његов Тројички манастир. Одао се подвигу. На другој страни реке Каменке, Јевтимије је, на захтев кнеза Андреја Константиновича и епископа Јована, основао Покровски манастир.
Упокојио се 1. априла 1404. године, и сахрањен је у ковчегу који је сам припремио.
4. јула 1507. године, приликом копања ровова приликом изградње новог манастирског храма, откривене су Јевтимијеве мошти. 1511. године код обновљене Спаске цркве подигнута је капела у знак сећања на светог Јевтимија, где је постављена светиња са његовим моштима. 22. фебруара 1657. реликвијар је постављен у катедралу. Мошти су се сматрале чудотворним.